# Сомянка (гміна)
Гміна Сомянка (пол. Gmina Somianka) — сільська гміна у центральній Польщі. Належить до Вишковського повіту Мазовецького воєводства.
Станом на 31 грудня 2011 у гміні проживало 5570 осіб.

## Площа
Згідно з даними за 2007 рік площа гміни становила 116.38 км², у тому числі:
- орні землі: 72.00%
- ліси: 15.00%

Таким чином, площа гміни становить 13.28% площі повіту.

## Населення
Станом на 31 грудня 2011:
| Опис     | Загалом | Загалом | Чоловіки | Чоловіки | Жінки | Жінки |
| -------- | ------- | ------- | -------- | -------- | ----- | ----- |
| одиниця  | осіб    | %       | осіб     | %        | осіб  | %     |
| все      | 5570    | 100     | 2814     | 50.52    | 2756  | 49.48 |
| міське   | 0       | 100     | 0        |          | 0     |       |
| сільське | 5570    | 100     | 2814     | 50.52    | 2756  | 49.48 |

## Сусідні гміни
Гміна Сомянка межує з такими гмінами: Вишкув, Домбрувка, Жонсьник, Затори, Сероцьк.